# کناره‌گیری مارگرته دوم

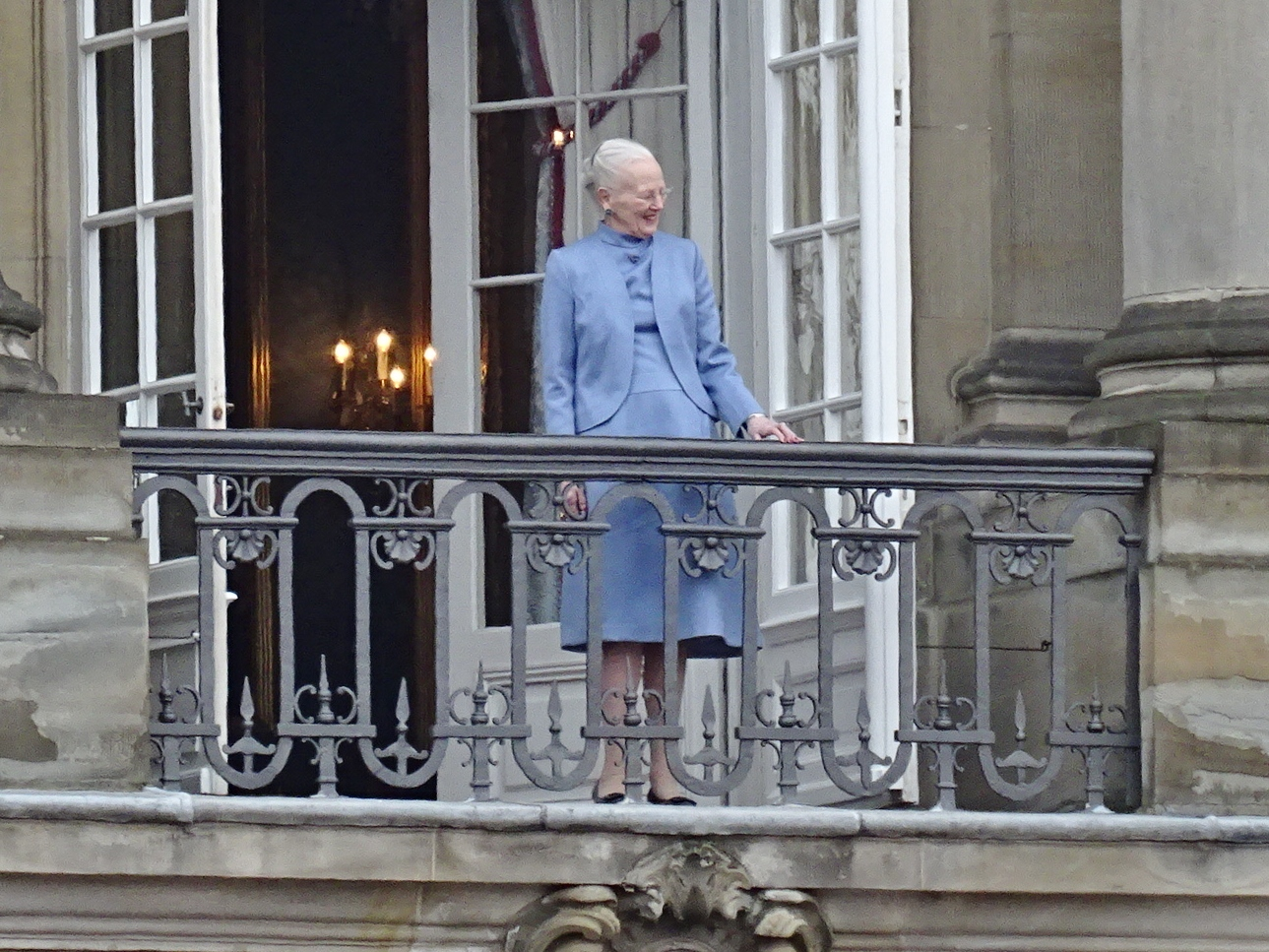
دیدار ملکه مارگرته دوم از بالکن در آمالینبورگ در جشن تولد ۸۳ سالگی‌اش در سال ۲۰۲۳

مارگرته دوم، ملکه دانمارک در ۳۱ دسامبر ۲۰۲۳ در جریان سخنرانی شب سال نو خود خطاب به مردم دانمارک، کناره‌گیری خود را از سمتش به‌عنوان ملکه دانمارک به نفع پسرش شاهزاده فردریک اعلام کرد. در ۱۴ ژانویه ۲۰۲۴ فرزند ارشد او، فردریک، ولیعهد دانمارک (به عنوان شاه فردریک دهم) جانشین او شد.
از زمان مرگ الیزابت دوم در ۸ سپتامبر ۲۰۲۲، مارگرته دوم طولانی‌ترین دوره پادشاهی در اروپا، تنها ملکه حاکم جهان و طولانی‌ترین دوره به‌عنوان یک رئیس کشور زن را عهده‌دار بوده‌است.

## زمینه
من تا زمانی که سقوط نکنم بر تخت سلطنت خواهم ماند.

مارگرته دوم، ۲۰۱۲
ملکه مارگرته دوم قبلاً گفته بود که هرگز از تاج و تخت کناره‌گیری نخواهد کرد. او در مصاحبه‌ای در سال ۲۰۱۲ به مناسبت جشن یاقوت سرخ خود، گفت: «از نظر من، این بخشی از موقعیتی است که شما در هنگام به ارث بردن سلطنت دارید: این وظیفه‌ای است که به شما واگذار شده‌است و تا زمانی که زندگی می‌کنید، آن را حفظ می‌کنید. همان کاری که پدرم و پدربزرگم قبل از من انجام می‌دادند.»
ملکه در مصاحبه‌ای در سال ۲۰۱۶ احتمال کناره‌گیری خود از سلطنت را رد کرد و گفت: «در این کشور این‌گونه نبوده‌است. همیشه اینطور بوده‌است که تا زمانی که زنده هستید در این سمت بمانید. این کاری است که پدرم و پیشینیان من انجام دادند. من نیز آن را به همین‌گونه انجام خواهم داد».
او در مصاحبه دیگری در سال ۲۰۱۶، گفت که پسرش «زمانی که من دیگر اینجا نباشم» پادشاه می‌شود.

## اعلام کناره‌گیری
من تصمیم گرفتم که اکنون زمان مناسبی است. در ۱۴ ژانویه ۲۰۲۴ – ۵۲ سال پس از اینکه جانشین پدر محبوبم شدم – از سلطنت کناره‌گیری خواهم کرد. من تاج و تخت را به پسرم ولیعهد فردریک می‌سپارم.

مارگرته دوم، ۲۰۲۳

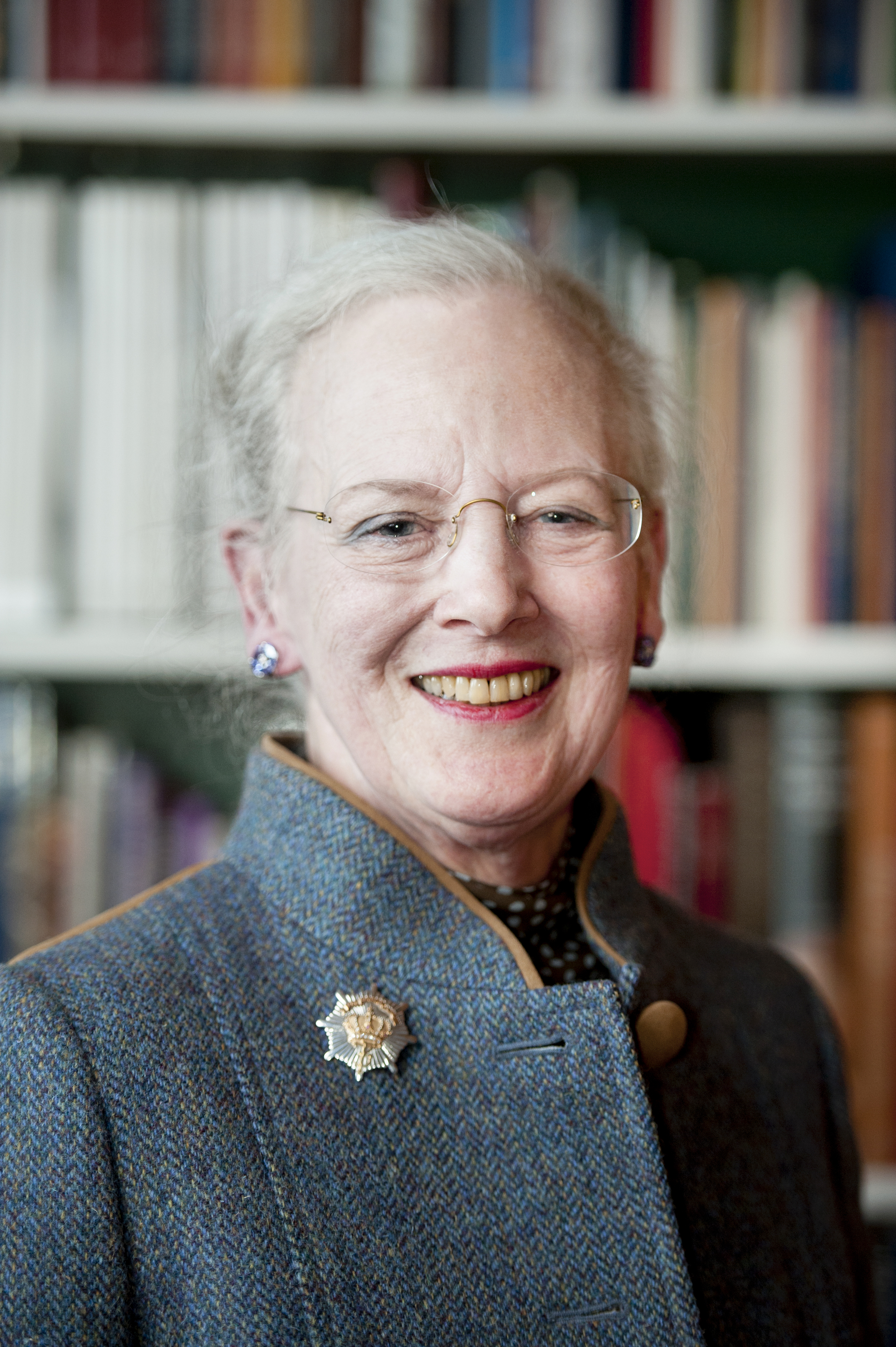
ملکه مارگرت دانمارک

ملکه مارگرته دوم در ۳۱ دسامبر ۲۰۲۳ در سخنرانی شب سال نو خود در تلویزیون به‌صورت زنده و غافلگیرکننده‌ای استعفای خود را از سلطنت اعلام کرد. او گفت که فکر می‌کند که اکنون زمان مناسبی است. تعداد بیماری‌ها و تهدیدات علیه سلامتی او افزایش یافته‌است و او دیگر نمی‌تواند به همان اندازه که در گذشته انجام وظیفه کرده‌است، به مردم خدمت کند. ملکه به عمل جراحی کمر خود در فوریه ۲۰۲۳ اشاره کرد و گفت که این عمل باعث شد موقعیت خود را دوباره ارزیابی کند و فکر کند که آیا اکنون زمان مناسبی برای انتقال مسئولیت به نسل بعدی است یا خیر.
ملکه از مردم دانمارک و دولت‌های مختلف این کشور به خاطر «حمایت، اعتماد و محبت بی‌نظیر آنها» در طول این سال‌ها تشکر و قدردانی کرد. او ابراز امیدواری کرد که پادشاه و ملکه جدید با «همان اعتماد و محبتی که او دریافت کرده‌است» روبه‌رو شوند.
او تنها سه روز قبل از اعلام تصمیمش، این موضوع را به پسرانش اطلاع داده بود.